# Ности
Ности (грец. Νόστοι — «повернення додому») — втрачена епічна поема стародавньої грецької літератури. Це одна з поем епічного циклу, тобто «троянського» циклу, в якому в епічному стилі викладаються події троянської війни. Історія в Ности хронологічно відбувається одразу за подіями Зруйнування Трої, а за нею йдуть події, викладені у поемі Одісея. Авторство Ности приписується різним поетам. Це Агій, Евмел, або Гомер (див. поети епічного циклу). Поема складається з п'яти книг, написаних дактилічним гекзаметром.